# Tuffi ai Giochi della VII Olimpiade - Piattaforma femminile
La competizione della Piattaforma femminile  di tuffi ai Giochi della VII Olimpiade si tenne i giorni 24 e 28 agosto 1920 allo Stade Nautique di Anversa.

## Risultati

### Turno eliminatorio
I primi tre in ogni gruppo avanzarono alla finale. Quattro tuffi, due da 4 metri e due da 8 metri.
| Pos. | Concorrente      | Nazione       | Punti ordinali | Punti totali |
| ---- | ---------------- | ------------- | -------------- | ------------ |
| 1    | Eileen Armstrong | Gran Bretagna | 7              | 158,00       |
| 2    | Betty Grimes     | Stati Uniti   | 13             | 156,00       |
| 3    | Stefanie Clausen | Danimarca     | 15             | 153,00       |
| 4    | Ragnhild Larsen  | Norvegia      | 16             | 152,00       |
| 5    | Karin Leiditz    | Svezia        | 20             | 147,00       |
| 6    | Selma Andersson  | Svezia        | 25             | 143,00       |
| 7    | Alice Lord       | Stati Uniti   | 35             | 118,50       |

| Pos. | Concorrente      | Nazione       | Punti ordinali | Punti totali |
| ---- | ---------------- | ------------- | -------------- | ------------ |
| 1    | Ewa Olliwier     | Svezia        | 6              | 165,00       |
| 2    | Aileen Riggin    | Stati Uniti   | 15             | 155,50       |
| 3    | Belle White      | Gran Bretagna | 20             | 148,50       |
| 4    | Lily Beaurepaire | Australia     | 19             | 147,50       |
| 5    | Helen Meany      | Stati Uniti   | 23             | 145,00       |
| 6    | Brynhild Berge   | Norvegia      | 29             | 140,50       |
| 7    | Märta Adlerz     | Svezia        | 29             | 136,50       |
| 8    | Louise Petersen  | Danimarca     | 34             | 130,00       |

### Finale
Quattro tuffi, due da 4 metri e due da 8 metri.
| Pos.    | Concorrente      | Nazione       | Punti ordinali | Punti totali |
| ------- | ---------------- | ------------- | -------------- | ------------ |
| Oro     | Stefanie Clausen | Danimarca     | 6              | 173,00       |
| Argento | Eileen Armstrong | Gran Bretagna | 10             | 166,00       |
| Bronzo  | Ewa Olliwier     | Svezia        | 11             | 166,00       |
| 4       | Belle White      | Gran Bretagna | 18             | 158,50       |
| 5       | Aileen Riggin    | Stati Uniti   | 20             | 157,00       |
| 6       | Betty Grimes     | Stati Uniti   | 30             | 133,50       |